# Ermida de São Sebastião (Casével)
A Ermida de São Sebastião foi um monumento na vila de Casével, no Município de Castro Verde, em Portugal.

## Descrição e história
O edifício, já desaparecido, estava situado nas imediações da área do Castelo Ventoso, nos limites da vila de Casével, no princípio da Rua da Fonte. Em 1565 foi descrita como estando situada junto à povoação, e tendo alicerces em pedra e barro, paredes em taipa, e cobertura de telha vã, suportada por madeira de carvalho, sendo a capela e a porta rematados por um arco em alvenaria. Nas Memórias Paroquiais também se faz menção a uma ermida dedicada a São Sebastião, mas situada nas imediações e não nos limites de Casével, pelo que possivelmente seria uma referância à Ermida de São Sebastião de Almeirim.